# Charles Wesley Mumbere
Charles Wesley Mumbere (1953) è un politico ugandese, dal 19 ottobre 2009, sovrano del regno del Rwenzururu in Uganda con il nome di Irema-Ngoma I.

## Biografia
Charles Wesley Mumbere, nato nel 1953, emigrò nel 1984 negli Stati Uniti, dove studiò grazie ad una borsa di studio finanziata dal governo ugandese. Nel 1987 ottenne asilo politico presso gli Stati Uniti e iniziò a frequentare un corso per diventare infermiere, lavoro che poi esercitò presso una casa di cura per anziani.
Nel 2009 il presidente del governo ugandese, Yoweri Museveni, decretò la ricostituzione della figura dei sovrani degli antichi regni ugandesi, rendendo così possibile il ritorno di Mumbere in patria.

### Cerimonia di incoronazione
La cerimonia di incoronazione di Mumbere, avvenuta il 19 ottobre 2009, è stata seguita da centinaia di persone che hanno percorso chilometri per recarsi sul luogo della funzione. Tale incoronazione è avvenuta per mano del presidente ugandese stesso.

### Arresto
A seguito di uno scontro tra la polizia ugandese e la guardia del palazzo reale del Rwenzururu a Kasese, Charles Wesley Mumbere è stato arrestato per ordine del governo di Kampala il 27 novembre 2016 e da allora è in carcere; nell'azione 46 guardie reali sono restate uccise.